# Інститут природоохоронної політики
Інститут природоохоронної політики — аналітичний центр в Чехії. 
Існує з 1992 р. Напрямки діяльності: економічні перетворення і довкілля, муніципальна природоохоронна політика, природоохоронне законодавство, сталий розвиток у Центральній Європі. Інститут ставить завдання зміни ставлення людини до природи і природних ресурсів, відновлення екологічного захисту як основного компонента суспільного розвитку Чехії. Основні джерела фінансування міжнародні. Річний бюджет — 150 тис. дол. В інституті працює 13 працівників, з яких 8 — асоційовані. 